# Miconia tonduzii
Miconia tonduzii är en tvåhjärtbladig växtart som beskrevs av Célestin Alfred Cogniaux. Miconia tonduzii ingår i släktet Miconia och familjen Melastomataceae. Inga underarter finns listade i Catalogue of Life.